# Uherský Brod
Uherský Brod (tysk: Ungarisch Brod) er en by distriktet Uherské Hradiště i regionen Zlín i Tjekkiet med omkring 16.000 indbyggere. Den historiske bymidte er velbevaret og er beskyttet ved lov som en bymæssig monumentzone.
Landsbyerne Havřice, Maršov, Těšov og Újezdec er administrative dele af Uherský Brod.

## Etymologi
Navnet betyder bogstaveligt talt "ungarsk vadested". Det refererer til dets historiske beliggenhed nær et vadested på tværs af den lokale flod Olšava og nær grænsen til Kongeriget Ungarn.

## Geografi
Uherský Brod ligger omkring 13 km  sydøst for Uherské Hradiště og 22 km  syd for Zlín. Det ligger i Vizovice-højlandet. Det højeste punkt er på 389 meter over havets overflade. Olšava-floden løber gennem byen.

## Historie
De første skriftlige omtaler af Uherský Brod er fra 1030 og 1048, hvor tolden blev indsamlet her i en lokalitet kaldet Na Brodě. Beliggenheden ved handelsruter og passende klimatiske forhold førte til at bebyggelsen kaldet Brod udviklede sig til en by. I 1272 blev landsbyen forfremmet til en kongelig by af kong Ottokar 2. af Bøhmen. I 1275 blev navnet Uherský Brod første gang brugt.
Uherský Brod blev en fæstningsby på grænsen, som skulle forsvare sig over for de ungarske invasioner. Under hussitterkrigene overgav byen sig til hussitterne og blev deres militærbase. Efter hussitterkrigene led byen under krigen mellem George af Poděbrady og Matthias Corvinus. Uherský Brod blev erhvervet af herrerne i Kunovice i 1506, og under deres styre blomstrede og udviklede byen sig.
De gode tider sluttede i begyndelsen af det 17. århundrede, da ungarerne begyndte at angribe det i en række invasioner. I 1611 blev byen købt af Kaunitz-familien og begyndte at miste sin økonomiske og kulturelle betydning. I det 17. århundrede fortsatte byen med at lide under krige og pestepidemier. Uherský Brod kom sig i det 18. århundrede, og velstanden blev ikke engang påvirket af den store brand i 1735, invasionen af den preussiske hær i 1741-1742 og af koleraepidemien i 1757.

### Uherský Brod skyderi
Den 24. februar 2015 fandt Uherský Brod skyderiet (en)  sted på en restaurant i Uherský Brod. Ni mennesker blev dræbt, inklusive pistolmanden.

## Seværdigheder
Det centrale torvs vartegn er Den ubesmittede undfangelses kirke. Denne treskibede barokkirke blev tegnet af Domenico Martinelli og bygget i 1717-1733. Det 60 meter høje tårn blev tilføjet i 1879–1881.
Et af de ældste og største monumenter i regionen er det dominikanerkloster med Jomfru Marias himmelfartskirke. Den oprindelige gotiske kirke fra begyndelsen af det 14. århundrede var meget højere end den nuværende struktur. Efter at det blev beskadiget og brændt ned under krigene, blev det genopbygget i den tidlige barokstil i 1670'erne og 1680'erne. 
Kounická-gaden mellem byens torv og klostret omfatter to vigtige og værdifulde bygninger i byen, rådhuset og herregården. Det oprindelige sengotiske rådhus blev revet ned i 1556 og erstattet af et renæssancerådhus. Det blev genopbygget i barokstil i 1703-1715. Den store barokke herregård har bevaret gotisk-renæssancekernen. Rekonstruktionen i barok blev også lavet efter design af Domenico Martinelli. Det har en arkadeformet gårdhave med kopier af renæssancesøjler. I dag tjener herregården  kulturelle og sociale formål. Der er en ceremoniel sal, et galleri, et gotisk kapel af Kaunitz-familien, et bibliotek og en elementær kunstskole.
Et barokslot blev bygget på stedet for et gammelt gotisk slot, der blev forladt i det 17. århundrede. Det var oprindeligt beregnet til at være et stort kompleks, men efter 1705 fortsatte byggeriet ikke, og kun en del blev færdigt. I dag huser slottet Johann Amos Comenius museum. Brudstykker af bymurene er bevaret, især i nærheden af slottet. Tre af fire porte blev revet ned i 1874. Den eneste bevarede port danner nu indgangen til JA Comenius Museum.
På en bakke over byen ligger et observatorium fra 1961, der udelukkende er finansieret og bygget af byens beboere. Det omfatter også et planetarium i byens centrum. Planetstien er en uddannelsessti med modeller af planeter og solen, der løber gennem byen.